# Viviano (console 463)
Flavio Viviano (latino: Flavius Vivianus; fl. 459-463) fu un politico dell'Impero romano d'Oriente.

## Biografia
Padre di Flavio Paolo (console nel 512) e di Adamanzio, fu prefetto del pretorio d'Oriente dal 459 al 460. Nel 463 fu nominato console dalla corte d'Oriente, ma non fu riconosciuto in Occidente, dove l'unico console fu Cecina Decio Basilio.
Era noto per essere un capace e generoso amministratore.